# Gustaf Raskenstam
Gustaf Raskenstam (ursprungligen Anders Gustaf Eriksson, från 1945 åter med detta namn), född 27 mars 1901 i Karlstad, Värmlands län, död 28 september 1969 på Farsta sjukhem, var en svensk affärsman framför allt känd som sol-och-vårare. Han beräknas sammanlagt ha bedragit över 130 kvinnor, och vid två tillfällen fick han avtjäna fleråriga fängelsestraff. År 1983 gjordes en filmatisering av Raskenstams liv, Raskenstam.

## Biografi

### Sol-och-vår och straff
Raskenstam kom under andra världskriget på idén att lösa sina ekonomiska problem genom att inleda en serie förhållanden genom vilka han kunde få tillgång till pengar. Han var, när den svenska pressen 1943 började skriva om den nye sol-och-våraren, en 42-årig bankir.[källa behövs] Särskilt ny var han dock inte, eftersom han redan tidigare ägnat sig åt samma verksamhet och då blivit känd som "Sol-Eriksson". År 1934 dömdes han i hovrätten till 2 år och 7 månaders fängelse, för att tillskansat sig 100 000 kronor efter bedrägerier mot 30 olika kvinnor.
Gustaf Raskenstam blev en av krigsårens mest omskrivna svenskar och kopplades till epitet som "Svensk mästare i Sol & Vår" och "Mannen med de 105 fästmöerna". Han blev beskriven som en smått korpulent man i medelåldern och med tangorabatt. Han skulle ha uppträtt artigt och belevat, rökt cigarr och kört egen bil.
Det beräknas att han under åren 1941–1943 inlett relationer med och bedragit drygt 100 kvinnor, det vill säga ungefär en i veckan. År 1943 fälldes han, bland annat för förskingring, och placerades på Långholmen för att avtjäna ett fängelsestraff på 3 år och 6 månader.

### Senare år och privatliv
Raskenstam förlovade sig med ett trettiotal av kvinnorna. Dessutom trolovade han sig under fängelsetiden med en fiskardotter från Roslagen, med vilken han 17 november 1946 – efter att han avtjänat sitt fängelsestraff – gifte sig och fick barn. Under fängelsetiden hade han också återtagit sitt gamla namn Anders Gustaf Eriksson. Paret sägs ha separerat omkring 1959, men tog inte ut skilsmässa.
Raskenstam avled 1969 på Farsta sjukhem och var då utblottad.[källa behövs] Han var vid sin död kyrkobokförd i Adolf Fredriks församling i Stockholm och ligger i en omärkt grav på Värmdö.

## Filmatisering
Gustaf Raskenstam porträtterades i filmen Raskenstam (1983), regisserad av Gunnar Hellström som även spelade huvudrollen. Agnetha Fältskog spelade den fiskardotter han gifte sig med. Andra kvinnor spelas av bland andra Birgitta Andersson, Harriet Andersson, Inga Gill, Yvonne Lombard, Lis Nilheim och Lena Nyman. Raskenstams affärskompanjon spelas av Thomas Hellberg.